# Охранка
Охранка или охрана (Охрана на обществения ред и сигурност; на руски: Охрана – Отделение по охранению общественной безопасности и порядка) е тайна полиция към полицейския департамент на Министерството на вътрешните работи на Руската империя, която се занимава с политически разследвания.
Охранителното отделение е в състава на Царската тайна полиция, сформирана през август 1826 г. с указ на император Николай I, след потушаването на бунта на декабристите.

## История
Първото охранително отделение е създадено през 1866 г. в Санкт Петербург в подчинение на градоначалника на Петербург след покушението над император Александър II, извършено от Димитрий Каракозов. То е наречено „Отделение за производствени дела за охрана на обществения порядък и спокойствието в Санкт Петербург“. Първоначално се намира на улица „Голяма Морска“ 40, по-късно е преместено на номер 24 на същата улица и накрая е преместено на улица „Грахова“ 2. На 12 май 1886 г. е утвърден щатът на Санктпетербургското Охранително отделение, което от 9 април 1887 г. започва да се нарича „Отделение за охрана на обществената безопасност и реда в град Санкт Петербург“. Петербургското охранително отделение е орган на департамента на полицията към Министерство на вътрешните работи и като такова е под непосредствено подчинение на градоначалника. В състава си отделението има обща канцелария, охранителна команда, централен отряд за следене и регистрационно бюро. Общата канцелария е с осем служителя.
Една от главните цели на организацията е борба с политическия тероризъм и революционните дейности на левицата. Основният метод на действие е чрез внедряване на служители в профсъюзи, политически партии и дори сред редакциите на вестници. Охранка става особено активна след неуспешната революция от 1905 г. След Февруарската революция от 1917 г. организацията е разпусната.

## Структура
Второто охранително отделение, Московското, е създадено по нареждане на министъра на вътрешните работи Михаил Лорис-Меликов на 1 ноември 1880 г. Първоначално съществува като „Секретно-разследващо отделение към канцеларията на Московския обер полицмайстер“. През 1881 г. е преименувано на „Отделение за охрана на обществената безопасност и ред в град Москва“.
Третото охранително отделение е създадено през 1900 г. във Варшава, която по това време е в рамките на Руската империя. Във връзка с разрастване на революционното движение в Русия, през 1902 г. се създават отделения и в градовете Вилна (днес Вилнюс), Екатеринослав (днес Днипро), Казан, Киев, Одеса, Саратов, Тифлис (днес Тбилиси) и Харков. Тези отделения имат задача чрез поддържане на секретна агентура да провеждат политическо следене и наблюдение на подозрителни лица в губерниите.